# NGC 7726
NGC 7726 is een lensvormig sterrenstelsel in het sterrenbeeld Pegasus. Het hemelobject werd op 8 augustus 1886 ontdekt door de Amerikaanse astronoom Lewis A. Swift.

## Synoniemen
- UGC 12721
- MCG 4-55-40
- ZWG 476.98
- DRCG 37-67
- PGC 72024